# Roetoelen
De Roetoelen (Roetoelisch: мыхIадбыр/Mych'adbyr, Russisch: рутульцы/roetoeltsy) zijn een volk dat voornamelijk in de Russische autonome republiek Dagestan (in het Roetoelsky district) en in delen van Azerbeidzjan woont. De totale omvang van het volk is onbekend, doordat een deel van de in Azerbeidzjan wonende Roetoelen zichzelf tot de verwante Lezgiërs rekent. Volgens de Russische volkstelling van 2002 leefden er op dat moment 29.929 Roetoelen in Rusland.

## Geschiedenis
De Roetoelen behoren tot de inheemse volkeren van Zuid-Dagestan, en leven al zeker vanaf de 5e eeuw in het stroomgebied van de rivier Samoer. Het gebied is cultureel gezien erg heterogeen, en wordt, naast de Roetoelen, onder meer bewoond door de Laken, Azerbeidzjanen en Lezgiërs. De cultuur van de Roetoelen is daardoor sterk met die van bijvoorbeeld de Lezgiërs en Azerbeidzjanen verwant. Vóór de Russische Revolutie werden de Roetoelen net als o.a. de Agoeliërs en Tabassaranen vaak tot de Lezgiërs gerekend.
Tot de achtste eeuw waren de Roetoelen christelijk, waarschijnlijk onder invloed van de Georgiërs. Vanaf de zevende of achtste eeuw kwamen ze echter via Arabische handelaren in aanraking met de islam. De islamisering werd versterkt door Perzische handelaren in de 15e eeuw en Arabisch en Mongoolse invallen in de 16e eeuw. Tegen de 19e eeuw waren vrijwel alle Roetoelen bekeerd tot het soennisme.

### Annexatie door Rusland
In de 16e eeuw vormden de Roetoelen een politieke confederatie die bekendstond als "Roetoel Magal". Hoewel zich Russen in het gebied vestigden vanaf het begin van de 19e eeuw, boden de Roetoelen veel weerstand tegen de Russische druk. Tijdens de anti-Russische nationalistische beweging van de Kaukasische volkeren onder leiding van Sjamil kwamen in 1838 ook de Roetoelen in opstand. Nadat die opstand, die geleid werd door Aga-Bek, door de Russen werd neergeslagen, werd de annexatie van de "Roetoelische Magal" door Rusland vanaf 1844 een feit.
Vrijwel direct na de bolsjewistische revolutie werd het woongebied van de Roetoelen ondergebracht in de "Autonome Bergrepubliek", waarin het Arabisch de officiële taal werd. Na opstanden van de verschillende volkeren in het gebied, waaronder ook de Roetoelen, werd binnen die Bergrepubliek in 1921 de autonome Sovjetrepubliek Dagestan opgericht. De jaren '20 werden gekenmerkt door onstabiliteit, vele administratieve wijzigingen en een "verdeel-en-heerspolitiek in het gebied. Pas na 1928 werd de situatie minder chaotisch. De officiële taal werd het Russisch, wat dan ook de voertaal werd in het onderwijs en de bestuurlijke diensten. De Sovjetpolitiek ten opzichte van de Roetoelen richtte zich steeds meer op assimilatie van de Roetoelen met de Azerbeidzjanen en op algemene russificatie van het gebied. De vaak wrede bevolkingspolitiek die daarmee gepaard ging leidde tot een tijdelijke daling in de populatie van de Roetoelen en stimuleerde de anti-Russische sentimenten in de regio sterk.

## Naamgeving
Zelf noemen de Roetoelen zich doorgaans мыхIабыр (Mych'abyr), wat "inwoner van het dorp Mych'ad" betekent. Datzelfde dorp wordt door de Lezgiërs en Azerbeidzjanen "Roetoel" genoemd. De internationale naam van het volk is van die term afgeleid. Uit geschriften blijkt dat de term Roetoel al zeker in de 15e eeuw gebruikt werd als aanduiding voor Lezgisch-sprekende groepen in het huidige Zuid-Dagestan en de huidige Azerbeidzjaanse rayon Shaki. Overigens worden de Roetoelen (ondanks hun eigen taal en cultuur) in de historische geschriften uit de 15e eeuw nog beschouwd als Lezgiërs. Dat bleef voor de buitenwereld in principe het geval tot na de Russische Revolutie, toen het Roetoelisch als taal door de Russen werd erkend en gebruikt.
De Roetoelen zijn verder onder meer bekend onder de namen мыхадбыр (mych'adbyr).

## Taal
Het Roetoelisch is een West-Lezgische taal die behoort tot de Nach Dagestaanse taalfamilie. Hoewel vrijwel alle sprekers de taal ook als eerste taal hebben, beheersen zij ook bijna allemaal ten minste een tweede taal, meestal het Azerbeidzjaans, Lezgisch en/of Russisch. Het Roetoelisch kent 8 dialecten en 2 subdialecten. Tot 1990 was het in principe geen geschreven taal. Vanaf 1990 werd een op het Cyrillisch alfabet gebaseerde schrijftaal ingevoerd, die het begin van de ontwikkeling van een literaire taal voor de Roetoelen mogelijk maakte.